# BMP-1U步兵战车
BMP-1U步兵战车，或称为BMP-1U暴风步兵战车（羅馬化：BMP-1U Shkval），是由乌克兰生产的一型步兵战车，为苏制BMP-1的现代化型号，1990年代末由基輔火炮武器设计局开发。

## 历史
1990年代末，作为Blindage研发项目的一部分，基辅火炮武器设计局开发了BMP-1U。
1999年3月17日，军方决定对BMP-1进行现代化改造制造一个统一作战平台。BMP-1U亮相于2001年8月24日在基辅举行的乌克兰独立日阅兵式。
2004年，在完成初步测试后，军方宣布将在2012年底前对400辆BMP-1进行现代化改造。乌克兰军队三个机械化旅的BMP-1达到了BMP-1U的水平，但实际上乌克兰武装部队只收到了12辆进行了现代化改造的装甲车（另外30辆交付给格鲁吉亚，3辆交付给乍得）。
2007年，安装暴风炮塔的BMP-1现代化型号进入状态测试阶段。
2014年11月，乌克兰武装部队购买一辆BMP-1U的成本为600万格里夫纳。
2015年，衍生型BMP-1UM步兵战车开发完成。
2016年9月，开发了配备道依茨发动机的BMP-1UMD，2016年12月，开始对配备新型数字火控系统的BMP-1UMD型号进行测试，并于2017年11月27日完成。

## 战车详情
BMP-1U步兵战车安装的不是BMP-1的标准炮塔，而是暴风炮塔。炮塔搭载的新装备相比原先的炮塔在战斗舱占用了更大的体积，使得战车载员减至6人。
此外，BMP-1U还配备了BMP-2安装的新型排水翼浮萍、履带和主动轮。新火控系统是SVU-500火炮稳定器（重量可达90公斤，工作时间可达1000小时，使用寿命20年）。

### 武装
- 30毫米机炮ZTM-1或ZTM-2，备弹360发
- 7.62毫米KT-7.62坦克机枪和12.7毫米KT-12.7重机枪，备弹2000发
- R-2障碍反坦克导弹：2×ATGM 9P135M（从75米到4000米，4枚导弹）
- 30毫米自动榴弹发射器AG-17/AGS-17，备弹116枚榴弹
- 6×81毫米AEK-902云式烟雾弹发射器（乌克兰语：АЕК-902 «Туча»）[10]

### 瞄准系统
- 光电瞄准器TKN-3B
- 光学视讯瞄准器OTP-20
- 激光测距仪VDL-2
- 潜望式防空瞄准具PZU-7M (PZU-8)

### 通讯
- 甚高频无线电R-123M
- 无线电R-124

### 特性
- 战车可通过稳定器的制导系统发射ATGM反坦克导弹
- 最小灵敏度低至0.02度/秒
- 可使炮塔和武器系统倾斜至易于装弹的角度

## 衍生型

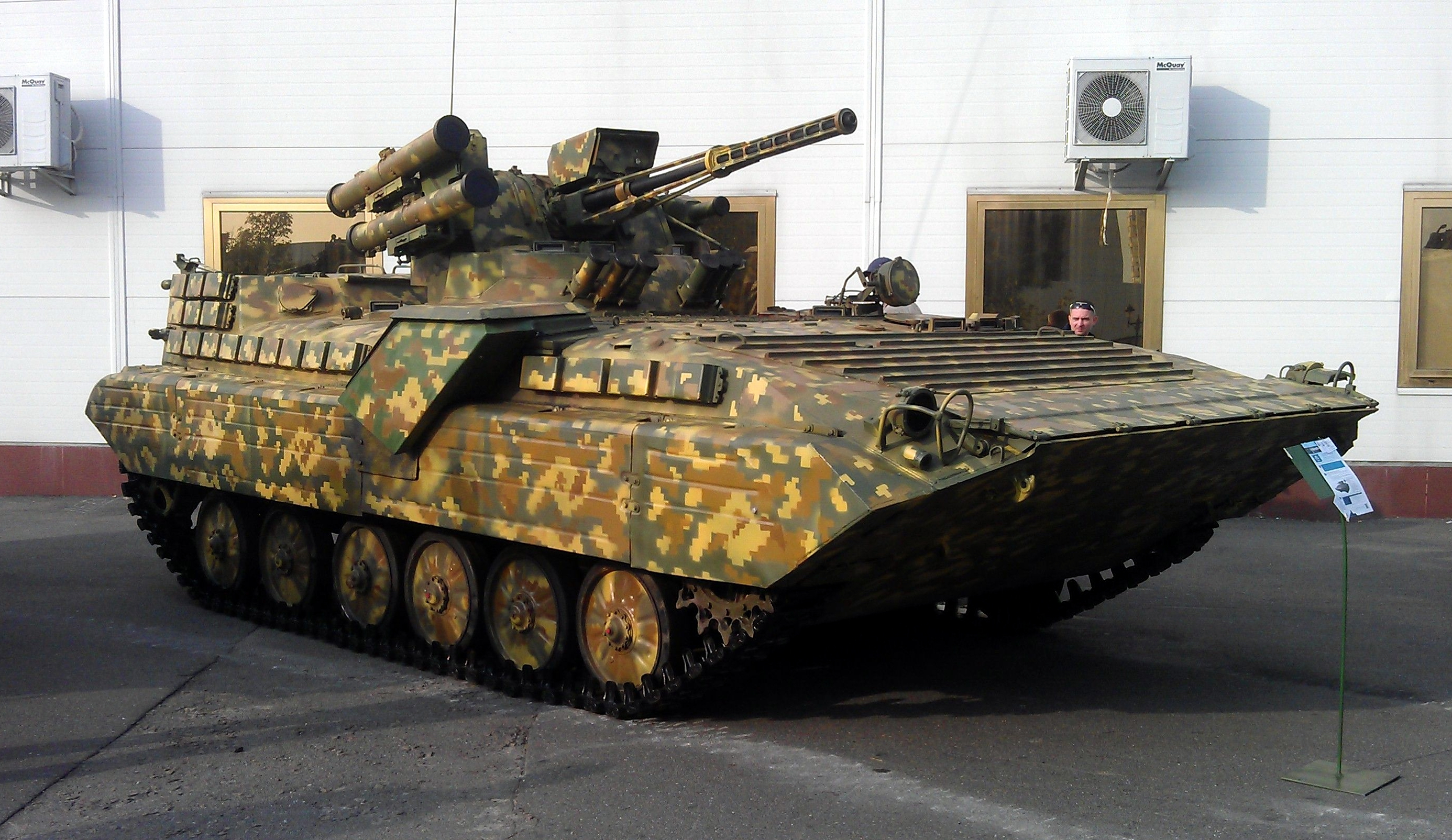
BMP-1UM在2015年9月基辅日托米尔装甲厂军火与安全展览会上展出。

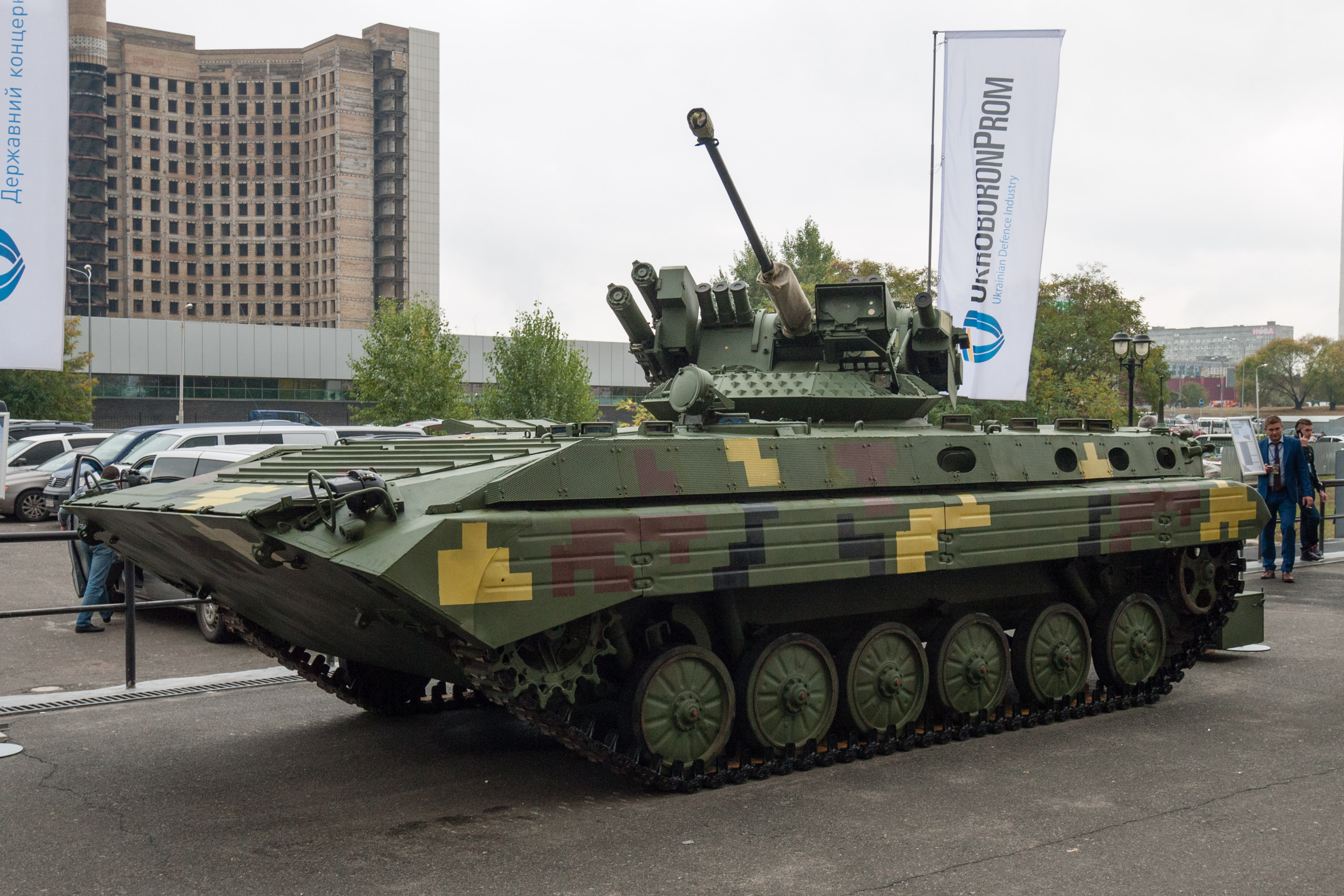
展会上的BMP-1UMD

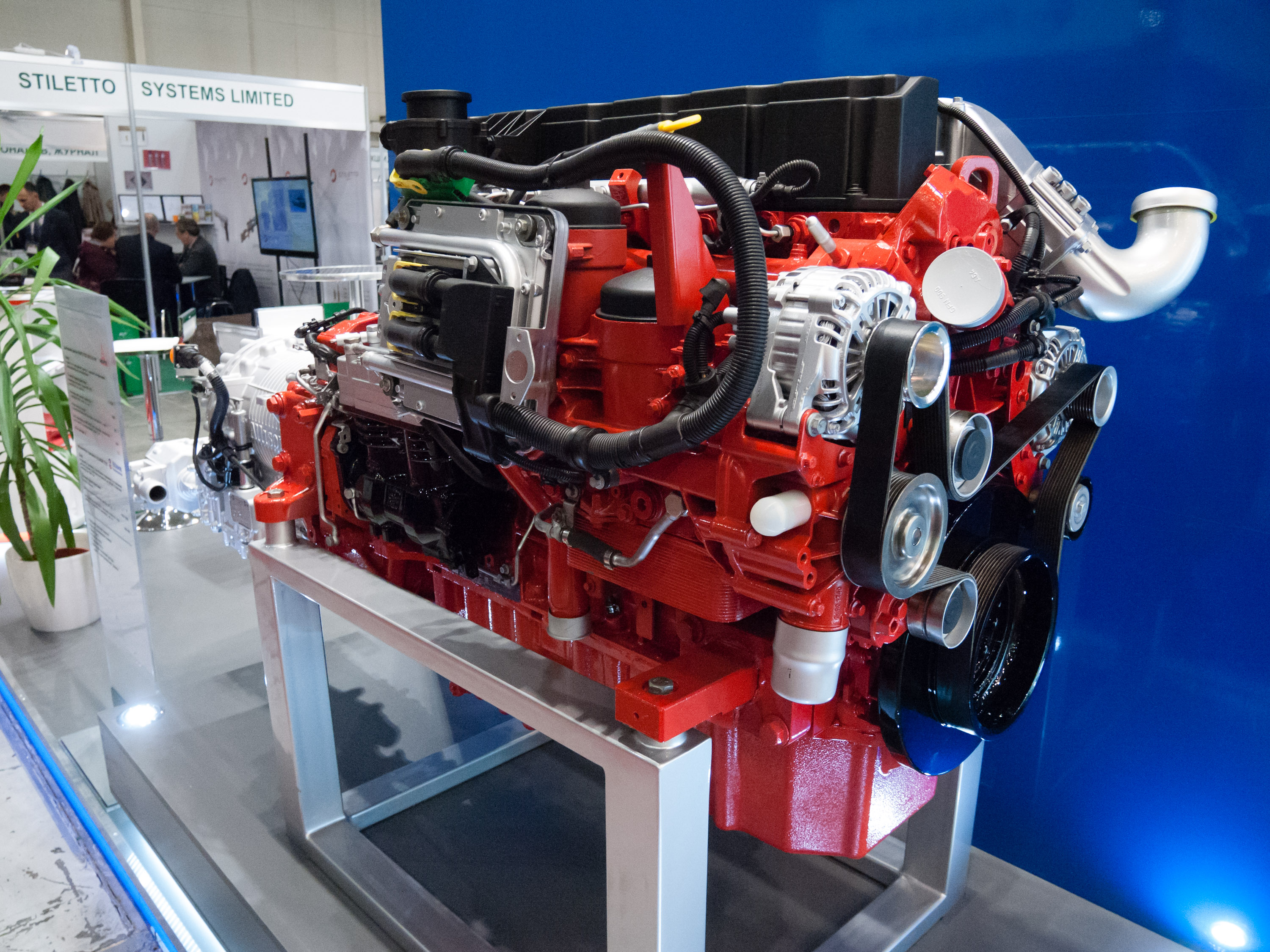
道依茨TCD2013 L64V发动机。

- BMP-1U暴风（羅馬化：BMP-1U Shkval，直译：「BMP-1U暴风」）——基础型，配备暴风炮塔。
- BMP-1M——BMP-1U的出口型号，安装了量子无线电（乌克兰语：Квант-Радіолокація）研究所研制的Tandem-2瞄准系统，苏制反坦克导弹系统比赛被射线设计局开发的R-2障碍反坦克导弹取代。[11]原型车发布于2011年2月。[12]
- BMP-1UM——这款重达13.6吨的新型号步兵战车根据BMP-1M的设计而开发，原型车展出于2015年9月22日举办的军火与安全展览会。战车的装甲防护力得到加强，改进的暴风-A炮塔安装了SVU-500-3C数字武器稳定器和Tandem-2瞄准系统、新型柴油发动机3TD-2、新油箱、卫星导航装置SN-3003、升级的TKN-3B车长瞄准镜、改进的防雷座椅、载员舱高度增加15厘米、载员舱门更换为机械驱动、[1]变更排气管位置。[13]
- BMP-1UMD——BMP-1UM采用德国道依茨公司生产的四冲程六缸柴油发动机道依茨TCD2013 L64V（330马力），安装了短剑炮塔，战车开发于2016年9月，[14]并于2016年10月11日首次亮相。2017年11月通过测试。[15]
- BMP-1TS——技术进出口有限公司对BMP-1U进行了改进，配备了增强的装甲、长矛（烏克蘭語：Спис）炮塔（带有Sintez火控系统的改进型暴风炮塔）和摩托罗拉生产的DM-4601无线电台，首次亮相于2021年8月20日举行的基辅阅兵式彩排。[16]

## 使用方
- 乌克兰：至少12辆以上。[1]
- ：2007年订购，截至格鲁吉亚战争开始（2008年8月7日至13日），共收到15辆BMP-1U。格鲁吉亚战争期间损失了14辆。[3]
- 俄羅斯：格鲁吉亚战争缴获1辆[17]
- ：2016年亮相于土库曼斯坦独立25周年阅兵式。[2][18]
- ：截至2018年有42辆。[3][19]

## 引文
1. 1 2 3 4 5 6  .   [2024-10-14]. （原始内容存档于2023-03-11） （英语）.
2. 1 2  .   [2024-10-14]. （原始内容存档于2024-12-28） （俄语）.
3. 1 2 3  . 2017-05-18  [2024-10-15]. （原始内容存档于2023-05-10） （乌克兰语）.
4. ↑  . 2016-03-16  [2024-10-15]. （原始内容存档于2024-12-04） （乌克兰语）.
5. ↑  О. С. Андрійченко, О. I. Баранчук, К. Б. Круковський-Сіневич, В. О. Шевченко. . Наука і оборона № 2. 1999: 51-53  [2024-10-14]. ISSN 2618-1614. （原始内容存档于2025-01-25） （乌克兰语）.
6. ↑   (PDF): 24.   [2024-10-14]. （原始内容存档 (PDF)于2024-08-04） （英语）.
7. ↑  .   [2024-10-14]. （原始内容存档于2025-01-18） （乌克兰语）.
8. ↑  Tetyana Kotenko. . Glavcom. 2016-12-09  [2024-10-14]. （原始内容存档于2025-01-25） （乌克兰语）.
9. ↑  Tetyana Kotenko. . Glavcom. 2017-11-27  [2024-10-14]. （原始内容存档于2025-01-25） （乌克兰语）.
10. ↑  . （原始内容存档于2015-03-14） （乌克兰语）.
11. ↑  . Украина промышленная. 2013-03-08  [2024-10-15]. （原始内容存档于2025-01-25） （俄语）.
12. ↑  . Росбалт. 2011-02-22  [2024-10-15]. （原始内容存档于2025-01-25） （俄语）.
13. ↑  Микола Федорків. . Ukrainian Military Pages. 2015-11-26  [2024-10-15]. （原始内容存档于2025-01-25） （乌克兰语）.
14. ↑  . korrespondent.net. 2016-09-12  [2024-10-15]. （原始内容存档于2025-01-25） （乌克兰语）.
15. ↑  Дмитро Булаш. . nikvesti.com. 2017-11-27  [2024-10-15]. （原始内容存档于2020-01-11） （乌克兰语）.
16. ↑  . 2021-08-20  [2024-10-15]. （原始内容存档于2021-08-30） （俄语）.
17. ↑  . Militarnyi.   [2023-09-18]. （原始内容存档于2023-09-18） （乌克兰语）.
18. ↑  .   [2024-10-15]. （原始内容存档于2020-09-20）.
19. ↑  . : 454 （英语）.